# Zeinabou Mindaoudou Souley
Zeinabou Mindaoudou Souley (1964) es una física e investigadora nigeriana.

## Biografía
Estudió en Universidad Sorbona París Norte, Universidad de Setif y Universidad de Limoges.
Fue Presidenta de la Alta Autoridad de Energía Atómica de Níger (HANEA).
Es especialista nuclear, y fue seleccionada para ocupar el puesto de Directora del centro internacional de datos, de la organización del Tratado de Prohibición Completa de los Ensayos Nucleares (CTBTO) de la ONU.